# Казань (Слободський район)
Каза́нь (рос. Казань) — село у складі Слободського району Кіровської області, Росія. Входить до складу Озерницького сільського поселення.
Населення становить 11 осіб (2010, 21 у 2002).
Національний склад станом на 2002 рік — росіяни 100 %.